# 세토의 신부
《세토의 신부》(일본어: 瀬戸の花嫁 세토노 하나요메[*])는 기무라 다히코의 코미디 만화이자 이를 바탕으로 제작된 애니메이션이다.

## 줄거리
여름 방학이 한창인 어느날, 부모님과 함께 세토 내해에 있는 할머니 댁에 놀려간 미치시오 나가스미는 해수욕장에서 파도에 휩쓸려 다리에 쥐가 나면서 익사의 위기에 빠진다. 그러나 위험한 순간 믿기지 않게도 인어 소녀에게 구조된다. 그날 밤 한 소녀가 자신을 “세토 산（瀬戸　燦）”이라 이름을 밝히며 구혼을 던져며 찾아오자, 당혹스러워 하던 나가스미와 부모님은 이내 썬과 함께 온 사내들에게 어디론가 끌려가게 된다.
끌려가 도착한 곳은 세토파의 저택, 거기서 나가스미는 자신을 구해준 산(燦)이 실은 야쿠자의 딸임을, 인어족의 일원이 인간에게 인어로서의 모습을 보이게 되면, 그 어느 한쪽이 반드시 죽어야만 하는 규율을 알게 된다. 그런 이유로 돌연 썬의 아버지이자 우두머리인 고자부로와 썬의 친구이자 경호를 맡는 마키, 조직원들에게 목숨이 노려질 때마다 무사히 살해 위기를 넘기고, 결국 간부 중 한 명인 마사와 고자부로의 아내이자 썬의 어머니인 렌으로부터 이해와 허락을 얻는다. 집이 있는 사이타마로 돌아갈 수 있게 된 나가스미는 산（燦）을 데리고 부부로서 동거를 시작하게 된다.

## 등장 인물
미치시오 나가스미(세토)
성우 : 미즈시마 타카히로 / 엄상현
세토 산
성우 : 모모이 하루코 / 양정화
에도마에 루나
성우 : 노가와 사쿠라 / 여민정
세토 고자부로
성우 : 미야케 켄타 / 최석필
세토 렌
성우 : 나베이 마키코 / 여민정
마사
성우 : 무라세 카츠키 / 성완경
마키
성우 : 쿠와타니 나츠코 / 류점희
사루토비 히데요시(몽키)
성우 : 야베 마사히토 / 김광국
제니가타 마와리
성우 : 모리나가 리카 / 김선혜
반장
성우 : 리키마루 노리코 / 김현지
미카와 카이
성우 : 오노 다이스케 / 최승훈
시라누이 아케노 묘죠
성우 : 키타무라 에리 / 안영미
샤크 후지시로
성우 : 코야스 타케히토 / 김영찬
옥토퍼스 나카지마
성우 : 야베 마사히토 / 최지훈
루나 파파(루나 아빠)
성우 : 겐다 텟쇼 / 시영준
나가스미의 아버지
성우 : 이마루오카 아츠시 / 현경수
나가스미의 어머니
성우 : 나미키 노리코 / 김보영
아가미 호흡 삼형제
- 부리오(참치랑) - 이마루오카 아츠시 / 이호산
- 아지타로(전갱이랑) - 후지이 케이스케 / 박성태
- 마구로(방어랑) - 하라사와 카츠히로 / 최지훈

하라 마이트의 긴지
성우 : 소노베 요시노리
카마타
성우 : 마지마 료
보브(밥)
성우 : 타치바나 신노스케 / 이호산
마이클
성우 : 히라오 켄타로 / 박성태
검사장
성우 : 이치죠 카즈야 / 이호산
미나모토노 요시우오
성우 : 나미카와 다이스케 / 박성태
아방내레이션(avant-narration)
성우 : 야마자키 바닐라
나가스미의 할머니
성우 : 마츠시마 에리코 / 류점희
나가스미의 할아버지
성우 :쵸 카츠미 / 김영찬

## 만화
스퀘어 에닉스의 월간 간간WING에서 2002년 9월호부터 연재되기 시작하였다.
- 작가: 기무라 다히코
- 출판사: 스퀘어 에닉스

1. 2003년 3월 27일 - ISBN 4-7575-0880-8
2. 2003년 8월 27일 - ISBN 4-7575-0986-3
3. 2004년 6월 1일(4쇄) - ISBN 4-7575-1073-X
4. 2004년 5월 27일 - ISBN 4-7575-1189-2
5. 2004년 9월 27일 - ISBN 4-7575-1257-0
6. 2005년 1월 27일 - ISBN 4-7575-1341-0
7. 2005년 5월 27일 - ISBN 4-7575-1417-4
8. 2005년 10월 27일 - ISBN 4-7575-1523-4 {{isbn}}의 변수 오류: 유효하지 않은 ISBN.
9. 2006년 4월 27일 - ISBN 4-7575-1648-7
10. 2006년 8월 27일 - ISBN 4-7575-1730-0
11. 2006년 12월 27일 - ISBN 4-7575-1818-8
12. 2007년 4월 27일

## 애니메이션
곤조와 AIC에 의해 애니메이션화되어, 2007년 4월 1일 화요일 2시 12분부터 25분간 방영을 시작하였다. 방영기간은 2쿨단위. 각 화의 부제목은 일본의 영화또는 외국의 영화제목에서 따온 것이다. 한국어 더빙판은 2008년 7월 투니버스에서 방영된 바 있다.

### 방영 목록
아래 목록의 순서는 각화의 부제목 - 부제목의 옮김 - 각 언어판의 영화제목 - 한국 방영당시의 제목이다.
1. 極道の妻 - 고쿠도(야쿠자) 아내 - 조폭 마누라
2. 指輪物語 - 반지 이야기 - 반지의 제왕 - 원제동일
3. 天国に一番近い島 - 천국에 가장 가까운 섬 - 원제동일
4. 男はつらいよ - 남자는 괴로워 - 원제동일
5. 狙われた学園 - 노려진 학원 - 점령당한 학교
6. お嬢さんお手やわらかに - 아가씨 살살 봐주세요 - Faibles femmes - 알려고 하지마, 다쳐!
7. 来訪者 - 내방자(비지터) - V - 비지터
8. 激突 - 격돌 - 대결 - 원제동일
9. バトルランナー - 배틀 러너 - 런닝맨 - 필사의 질주
10. 鋼鉄の男 - 강철의 사나이 - Pumping Iron - 강철사나이
11. アルマゲドン - 아마겟돈 - 원제동일
12. 愛の奴隷 - 사랑의 노예 - Раба любви - 원제동일
13. ある愛の詩 - 어느 사랑의 시 - 러브 스토리 - 원제동일
14. 子猫物語 - 새끼고양이 이야기 - The Adventures of Milo and Otis - 공포의 아기고양이
15. 君の名は - 네 이름은 - 그대의 이름은
16. マイノリティ・レポート - 마이너리티 리포트 - 원제동일
17. 県警対組織暴力 - 현경 대 조직폭력 - 선도부 VS 쌈짱
18. 肉体の門 - 육체의 문 - 원제동일
19. ショウほど素敵な商売はない - 쇼만큼 근사한 장사는 없어 - 쇼처럼 즐거운 인생은 없다 - SHOW처럼 즐거운 인생은 없다
20. 男たちの挽歌 - 사나이들의 만가 - 영웅본색 - 원제동일
21. 恋のからさわぎ - 사랑의 헛소동 - 내가 널 사랑할 수 없는 10가지 이유 - 짝사랑 소동
22. 傷だらけのアイドル - 상처 투성이의 아이돌 - 원제동일
23. 過去のない男 - 과거가 없는 사나이 - 원제동일
24. さらば友よ - 안녕 친구여 - 아듀 라미 - 친구여, 안녕
25. 家族ゲーム - 가족 게임 - 원제동일
26. きみの帰る場所 - 네가 돌아올 장소 - 그대가 돌아가야할 곳

### 주제가
여는 곡
〈Romantic summer〉
노래: SUN & LUNAR (모모이 하루코 & 노가와 사쿠라), 작사·작곡·편곡: 모모이 하루코
닫는 곡
〈내일으로의 빛(明日への光 아스에노 히카리[*])〉 (1화~13화)
노래: 히노이 아스카, 작사·작곡·편곡: 사사쿠라 유고
〈Dan Dan Dan〉 (14화~)
노래: SUN & LUNAR (모모이 하루코 & 노가와 사쿠라), 작사: 마츠이 고로, 작곡·편곡: 나루세 슈헤이

### 한국어 주제가
여는 곡
〈Romantic summer〉
노래: 러블리엠
작사·작곡·편곡: 모모이 하루코
개사·Directing: 고희안
닫는 곡
〈틀:점점점〉
노래: 러블리엠
작사: 마츠이 고로
작곡·편곡: 나루세 슈헤이
개사·Directing: 고희안

### 삽입곡
〈눈물 한 송이(涙一輪 나미다이치린[*])〉
노래: 세토 썬(모모이 하루코), 작사: 마츠이 고로, 작곡·편곡: 우메보리 아츠시
〈Lunarian〉
노래: LUNAR(노가와 사쿠라), 작사·작곡·편곡: Funta, 안무: MINAKO
〈your gravitation〉
노래: SUN(모모이 하루코), 작사·작곡·편곡: Funta, 안무: MINAKO
〈싸움의 노래(戦いの歌 타타카이노 우타[*])〉
노래: 에도마에 루나(노가와 사쿠라), 작사: 마츠이 고로, 작곡·편곡: 푸린
〈영웅의 노래(英雄の歌 에이유노 우타[*])〉
노래: 세토 썬(모모이 하루코), 작사: 마츠이 고로, 작곡·편곡: 타카나시 야스하루
〈잠의 노래(眠りの歌 네무리노 우타[*])〉
노래: 세토 썬(모모이 하루코), 작곡·편곡: 우메보리 아츠시
〈축제의 시(祭りの詩 (NON STOP!!!) 마츠리노 우타 (NON STOP!!!)[*])〉
노래: 세토 썬 & 에도마에 루나(모모이 하루코 & 노가와 사쿠라), 작사·작곡·편곡: Funta
〈눈물 한 송이(涙一輪 나미다이치린[*])〉
노래: 세토 렌(나베이 마키코), 작사: 마츠이 고로, 작곡·편곡: 우메보리 아츠시
〈GAP〉
노래: 제니가타 마와리(모리나가 리카), 작사: 마츠이 고로, 작곡: 키노시타 요시유키, 편곡: 세키 요지로
〈내일으로의 빛(明日への光 아스에노 히카리[*])〉
노래: 2학년 1반, 작사·작곡·편곡: 사사쿠라 유고, 오리지널 아티스트: 히노이 아스카
〈개인전사 오레담(個人戦士 オレダム 고진센시 오레다무[*])〉
노래: 하라 켄타, 작사: 우에즈 마코토, 작곡·편곡: 이가라시 IGAO 준이치
ova
〈즐거운 노래(楽しい歌 타노시이 우타[*])〉
노래: 세토 썬(모모이 하루코)
〈격한 노래(激しい歌 하게시이 우타[*])〉
노래: 에도마에 루나(노가와 사쿠라)
앨범
tva앨범
ova앨범 - 인의(仁義 진기[*])
sun앨범 - sunshine
lunar앨범 - moonlight